# Reino da Iugoslávia
O Reino da Iugoslávia (Servo-croata: Краљевина Југославија / Kraljevina Jugoslavija; em esloveno:  Kraljevina Jugoslavija) foi um estado na região central e sudeste da Europa que existiu de 1918 até 1941. De 1918 a 1929, foi oficialmente chamado de Reino dos Sérvios, Croatas e Eslovenos (Servo-croata: Краљевина Срба, Хрвата и Словенаца / Kraljevina Srba, Hrvata i Slovenaca; em esloveno:  Kraljevina Srbov, Hrvatov in Slovencev), mas o termo "Iugoslávia" (lit.  "Terra dos Eslavos do Sul") era o seu nome coloquial devido às suas origens. O nome oficial do estado foi mudado para "Reino da Iugoslávia" pelo rei Alexandre I em 3 de outubro de 1929.
O reino preliminar foi formado em 1918 pela fusão do Estado dos Eslovenos, Croatas e Sérvios (ele próprio formado a partir de territórios da antiga Áustria-Hungria, abrangendo a atual Bósnia e Herzegovina e a maior parte da atual Croácia e Eslovênia) e Banat, Bačka e Baranja (que tinha sido parte do Reino da Hungria dentro da Áustria-Hungria) com o anteriormente independente Reino da Sérvia. No mesmo ano, o Reino de Montenegro também proclamou sua unificação com a Sérvia, enquanto as regiões de Kosovo e Macedônia do Vardar haviam se tornado partes da Sérvia antes da unificação.
O estado era governado pela Dinastia de Karađorđević, que anteriormente governou o Reino da Sérvia sob Pedro I de 1903 (após o golpe de maio) em diante. Pedro I se tornou o primeiro rei da Iugoslávia até sua morte em 1921. Ele foi sucedido por seu filho Alexandre I, que havia sido regente de seu pai. Ele era conhecido como "Alexandre, o Unificador" e renomeou o reino de "Iugoslávia" em 1929. Ele foi assassinado em Marselha por Vlado Chernozemski, membro da Organização Revolucionária Interna da Macedônia (IMRO), durante sua visita à França em 1934. A coroa passou para seu filho de 11 anos, Pedro II. O primo de Alexandre, Paulo, governou como príncipe regente até 1941, quando Pedro II atingiu a maioridade. A família real voou para Londres no mesmo ano, antes do país ser invadido pelas potências do Eixo.
Em abril de 1941, o país foi ocupado e dividido pelas potências do Eixo. Um governo real no exílio, reconhecido pelo Reino Unido e, mais tarde, por todos os Aliados, foi estabelecido em Londres. Em 1944, após pressão do primeiro-ministro britânico Winston Churchill, o rei reconheceu o governo da Iugoslávia Federal Democrática como o governo legítimo. Isso foi estabelecido em 2 de novembro após a assinatura do Tratado de Vis por Ivan Šubašić (em nome do Reino) e Josip Broz Tito (em nome dos guerrilheiros iugoslavos).

## Formação

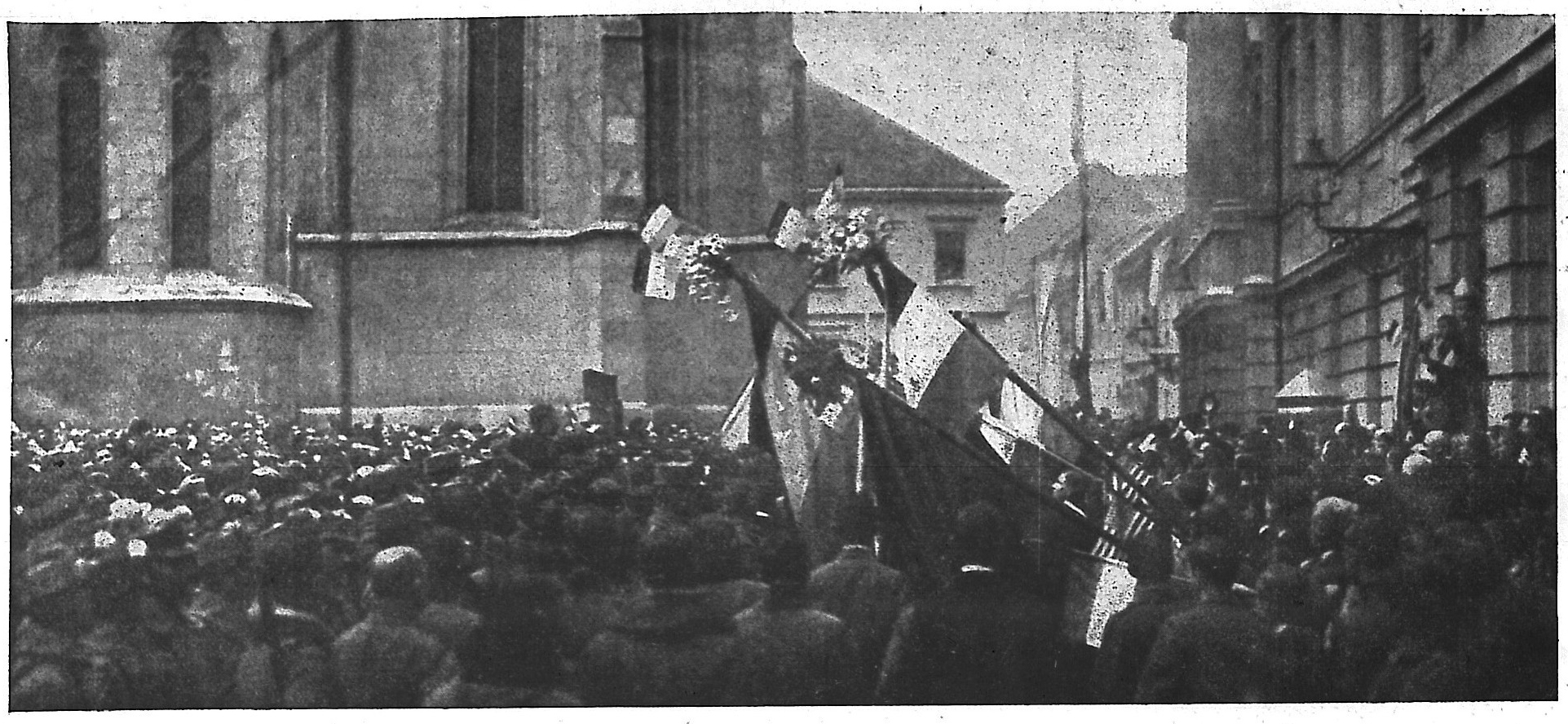
Celebrações em Zagreb durante a formação do Conselho Nacional do Estado dos Eslovenos, Croatas e Sérvios, outubro de 1918

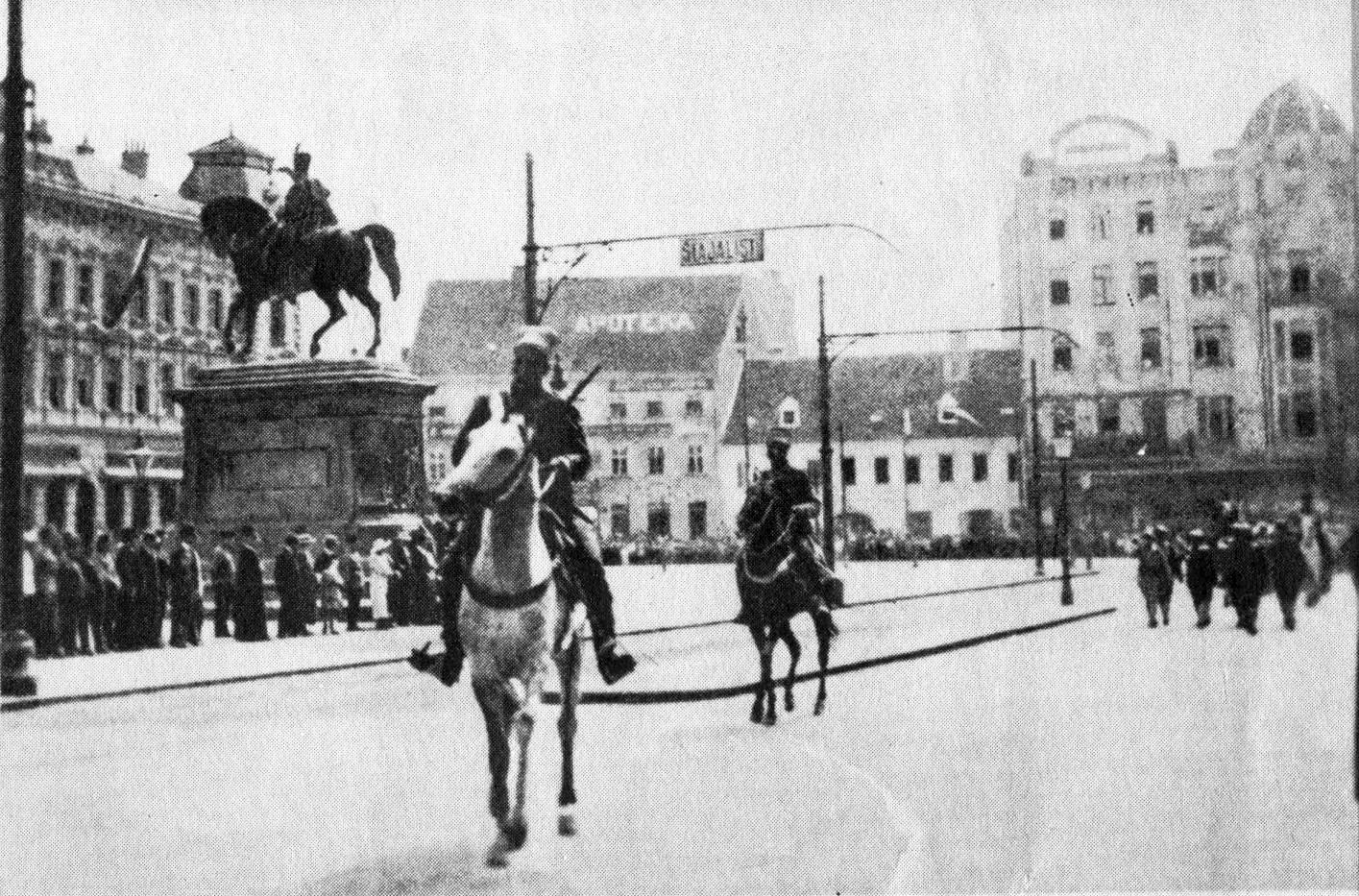
Exército sérvio na Praça Ban Jelačić de Zagreb em 1918

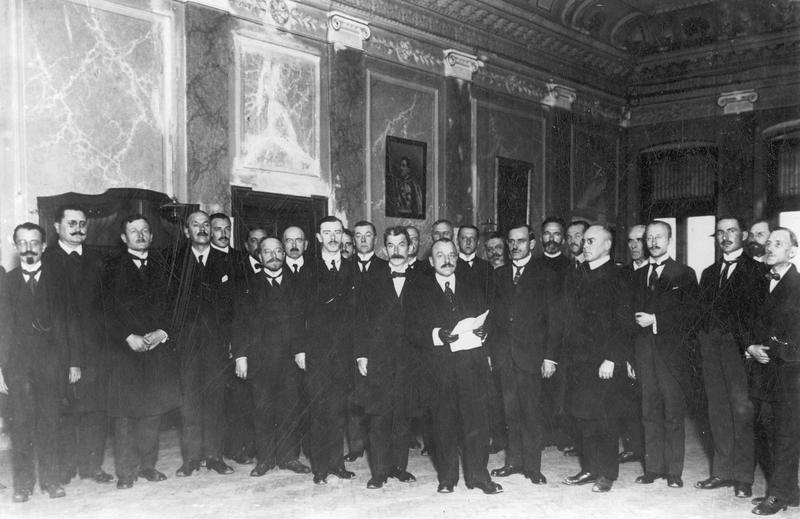
Delegação do Conselho Nacional do Estado dos Eslovenos, Croatas e Sérvios liderada por Ante Pavelić lendo o discurso perante o regente Alexandre, 1 de dezembro de 1918

Após o assassinato de Francisco Ferdinando da Áustria-Hungria pelo servo-bósnio Gavrilo Princip e a eclosão da Primeira Guerra Mundial, a Sérvia foi invadida e ocupada por uma força combinada búlgara, austríaca e alemã em 6 de outubro de 1915. Isso viu a escalada do nacionalismo eslavo do sul e os apelos dos nacionalistas eslavos pela independência e unificação das nacionalidades eslavas do sul da Áustria-Hungria junto com a Sérvia e Montenegro em um único "Estado de Eslovenos, Croatas e Sérvios".
O político dálmata croata Ante Trumbić tornou-se um proeminente líder eslavo do sul durante a guerra e liderou o Comitê Iugoslavo que pressionou os Aliados para apoiar a criação de uma Iugoslávia independente. Trumbić enfrentou hostilidade inicial do primeiro-ministro sérvio Nikola Pašić, que preferia uma "Grande Sérvia" a um estado iugoslavo unificado. No entanto, Pašić e Trumbić concordaram com um compromisso, que foi entregue na Declaração de Corfu em 20 de julho de 1917, que defendia a criação de um estado unido de sérvios, croatas e eslovenos a ser liderado pela Casa Sérvia de Karađorđević.
Em 1916, o Comitê Iugoslavo iniciou negociações com o governo sérvio no exílio, sobre as quais decidiram a criação do Reino da Iugoslávia, declarando a Declaração conjunta de Corfu em 1917, as reuniões foram realizadas no Teatro Municipal de Corfu.
Em novembro de 1918, o Conselho Nacional do Estado dos Eslovenos, Croatas e Sérvios nomeou 28 membros para iniciar negociações com os representantes do governo do Reino da Sérvia e Montenegro sobre a criação de um novo estado iugoslavo, a delegação negociou diretamente com o regente Alexandre Karađorđević. As negociações terminariam, com a delegação do Conselho Nacional do Estado dos Eslovenos, Croatas e Sérvios chefiada por Ante Pavelić a ler o discurso perante o regente Alexandre, que representava o seu pai, o rei Pedro I da Sérvia, pelo qual o reino foi estabelecido.
O nome do novo estado iugoslavo era Reino dos Sérvios, Croatas e Eslovenos (Servo-croata: Краљевина Срба, Хрвата и Словенаца / Kraljevina Srba, Hrvata i Slovenaca; em esloveno:  Kraljevina Srbov, Hrvatov in Slovencev) ou sua forma abreviada Reino dos SCE (Kraljevina SHS / Краљевина СХС).
O novo reino era composto pelos reinos anteriormente independentes da Sérvia e Montenegro (o Montenegro havia sido absorvido pela Sérvia no mês anterior) e por uma quantidade substancial de território que anteriormente fazia parte da Áustria-Hungria, o Estado dos Eslovenos, Croatas e sérvios. Os principais estados que formaram o novo Reino foram o Estado dos Eslovenos, Croatas e Sérvios; Voivodina; e o Reino da Sérvia com o Reino de Montenegro.
A criação do estado foi apoiada por pan-eslavos e nacionalistas iugoslavos. Para o movimento pan-eslavo, todo o povo eslavo do sul (iugoslavo) se uniu em um único estado. A criação também foi apoiada pelos Aliados, que buscavam desmembrar o Império Austro-Húngaro.
O recém-criado Reino dos Sérvios, Croatas e Eslovenos participou da Conferência de Paz de Paris com Trumbić como representante do país. Como os Aliados atraíram os italianos para a guerra com a promessa de ganhos territoriais substanciais em troca, que isolou um quarto do território étnico esloveno dos três quartos restantes dos eslovenos que viviam no Reino de SCS, Trumbić garantiu com sucesso a inclusão da maioria dos eslavos que vivem na antiga Áustria-Hungria sejam incluídos dentro das fronteiras do novo Reino dos Sérvios, Croatas e Eslovenos. No entanto, com o Tratado de Rapallo uma população de meio milhão de eslavos do sul, a maioria eslovenos, foi submetida à italianização forçada até a queda do fascismo na Itália. Na época em que Benito Mussolini estava disposto a modificar as fronteiras de Rapallo para anexar o estado independente de Rijeka à Itália, as tentativas de Pašić de corrigir as fronteiras de Postojna e Idrija foram efetivamente prejudicadas pelo regente Alexandre, que preferia "boas relações" com a Itália.
O reino iugoslavo fazia fronteira com a Itália e a Áustria a noroeste na fronteira de Rapallo, a Hungria e a Romênia ao norte, a Bulgária a leste, a Grécia e a Albânia ao sul e o mar Adriático a oeste. Quase imediatamente, entrou em disputa com a maioria de seus vizinhos. A Eslovênia era difícil de determinar, pois fazia parte integrante da Áustria há 400 anos. A região de Voivodina foi disputada com a Hungria, a Macedônia com a Bulgária, Rijeka com a Itália.
Também foi realizado um plebiscito na Província da Caríntia, que optou por permanecer na Áustria. Os austríacos formaram a maioria nesta região, embora os números reflitam que alguns eslovenos votaram para que a Caríntia se tornasse parte da Áustria. A cidade portuária da Dalmácia de Zadar e algumas das ilhas da Dalmácia foram dadas à Itália. A cidade de Rijeka foi declarada o Estado Livre de Fiume, mas logo foi ocupada e, em 1924, anexada pela Itália, que também havia prometido a costa da Dalmácia durante a Primeira Guerra Mundial, e a Iugoslávia reivindicando a Ístria, uma parte do antigo litoral austríaco que havia sido anexado à Itália, mas que continha uma população considerável de croatas e eslovenos.
A formação da Constituição de Vidovdan em 1921 provocou tensões entre as diferentes nacionalidades iugoslavas. Trumbić se opôs à constituição de 1921 e com o tempo tornou-se cada vez mais hostil ao governo iugoslavo, que ele via como centralizado em favor da hegemonia sérvia sobre a Iugoslávia.

## Economia

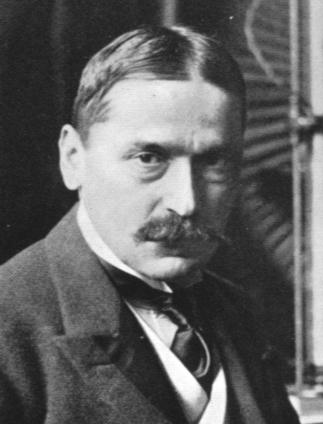
Mihajlo Pupin, físico e físico-químico sérvio. Ele influenciou as decisões finais da Conferência de Paz de Paris quando as fronteiras do Reino foram traçadas.

### Agricultura

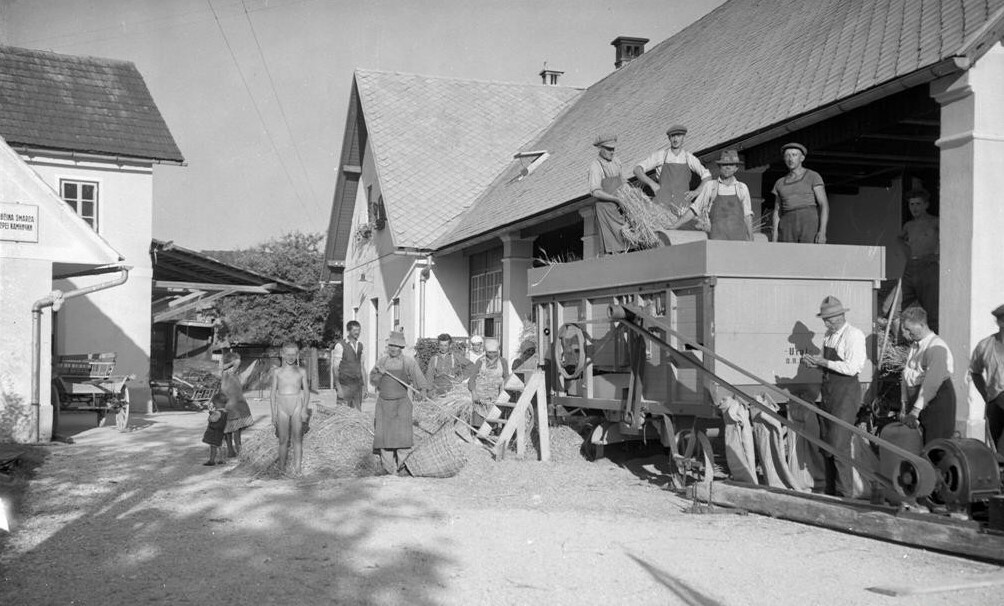
Agricultores eslovenos debulhando trigo (década de 1930)

Três quartos da força de trabalho iugoslava trabalhavam na agricultura. Existiam alguns agricultores comerciais, mas a maioria eram camponeses de subsistência. Os do sul eram especialmente pobres, vivendo em uma região montanhosa e infértil. Não existiam grandes propriedades, exceto no norte, e todas eram propriedade de estrangeiros. De fato, uma das primeiras ações empreendidas pelo novo estado iugoslavo em 1919 foi desmembrar as propriedades e dispor de proprietários de terras estrangeiros e, em particular, húngaros. Quase 40% da população rural era excedente (isto é, pessoas em excesso não eram necessárias para manter os níveis de produção atuais) e, apesar do clima quente, a Iugoslávia também era relativamente seca. As comunicações internas eram precárias, os danos da Primeira Guerra Mundial foram extensos e, com poucas exceções, a agricultura era desprovida de maquinário ou outras tecnologias agrícolas modernas.

### Manufatura
A manufatura limitava-se a Belgrado e a outros grandes centros populacionais e consistia principalmente em pequenas instalações comparativamente primitivas que produziam estritamente para o mercado interno. O potencial comercial dos portos adriáticos da Iugoslávia foi desperdiçado porque a nação carecia de capital ou conhecimento técnico para operar uma indústria naval. Por outro lado, a indústria de mineração foi bem desenvolvida devido à abundância de recursos minerais do país, mas como era propriedade e operada principalmente por estrangeiros, a maior parte da produção era exportada. A Iugoslávia era a terceira nação menos industrializada da Europa Oriental, depois da Bulgária e da Albânia.

### Dívida

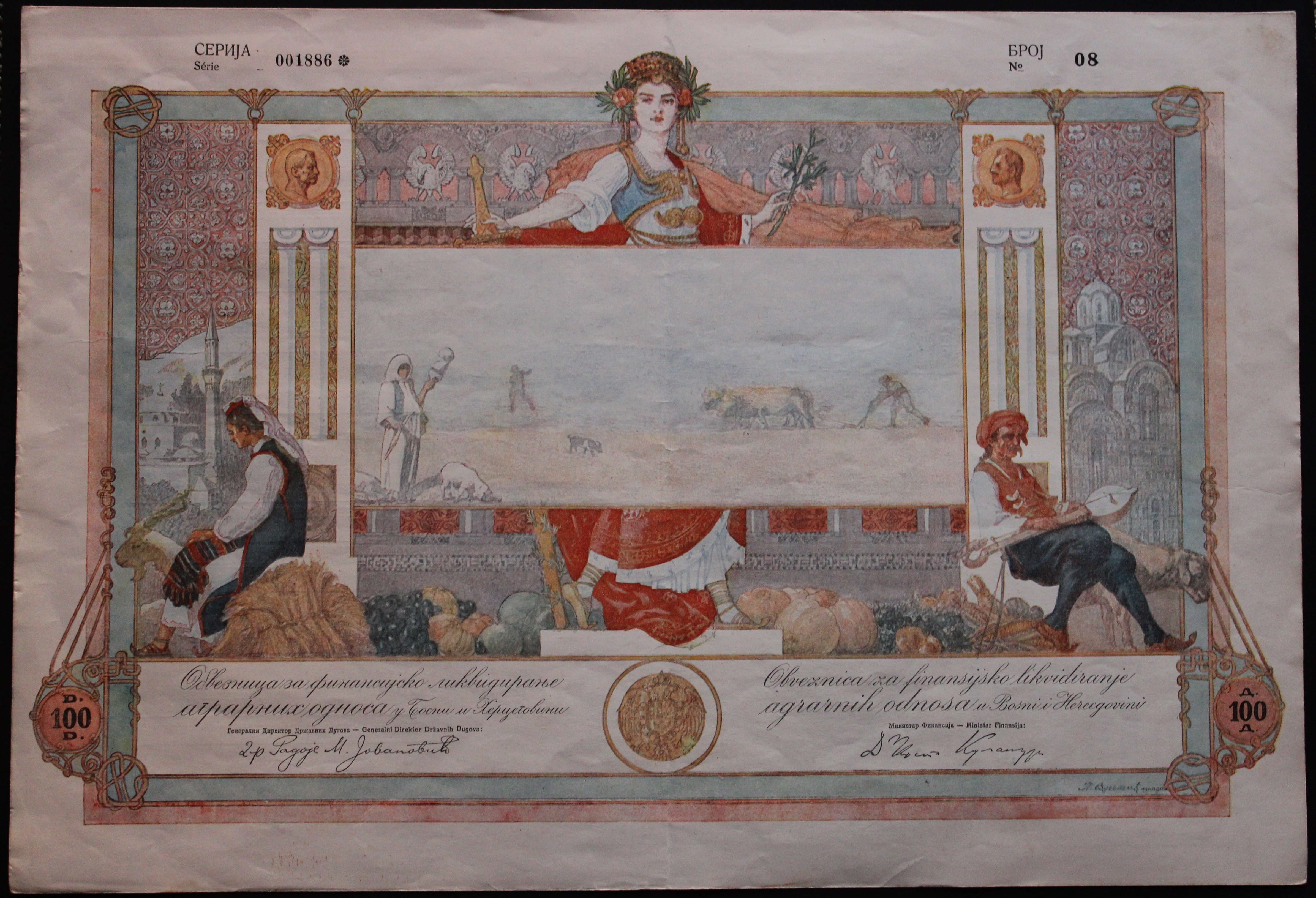
Título do Reino dos Sérvios, Croatas e Eslovenos para a liquidação das dívidas agrícolas da Bósnia e Herzegovina, emitido em 18 de junho de 1921

A Iugoslávia era típica das nações do Leste Europeu, pois emprestou grandes somas de dinheiro do Ocidente durante a década de 1920. Quando a Grande Depressão começou em 1929, os credores ocidentais cobraram suas dívidas, que não puderam ser pagas. Parte do dinheiro foi perdida para suborno, embora a maior parte tenha sido usada pelos agricultores para melhorar a produção e o potencial de exportação. As exportações agrícolas, no entanto, sempre foram uma perspectiva instável, pois suas receitas de exportação dependiam fortemente dos preços voláteis do mercado mundial. A Grande Depressão causou o colapso do mercado para eles, pois a demanda global se contraiu fortemente e a situação dos agricultores voltados para a exportação se deteriorou ainda mais quando as nações de todos os lugares começaram a erguer barreiras comerciais. A Itália foi um importante parceiro comercial da Iugoslávia nos primeiros anos após a Primeira Guerra Mundial, mas os laços caíram depois que Benito Mussolini chegou ao poder em 1922. Na sombria situação econômica da década de 1930, a Iugoslávia seguiu o exemplo de seus vizinhos ao se permitir tornar-se dependente da Alemanha Nazista.

### Educação
Embora a Iugoslávia tivesse promulgado uma política de educação pública compulsória, ela era inacessível para muitos camponeses do campo. Os números oficiais de alfabetização da população eram de 50%, mas variavam muito em todo o país. Menos de 10% dos eslovenos eram analfabetos, enquanto mais de 80% dos macedônios e bósnios não sabiam ler nem escrever. Aproximadamente 10% dos alunos iniciais do ensino fundamental passaram a frequentar formas de ensino superior, em uma das três universidades do país em Belgrado, Ljubljana e Zagreb.

## História política

### Início

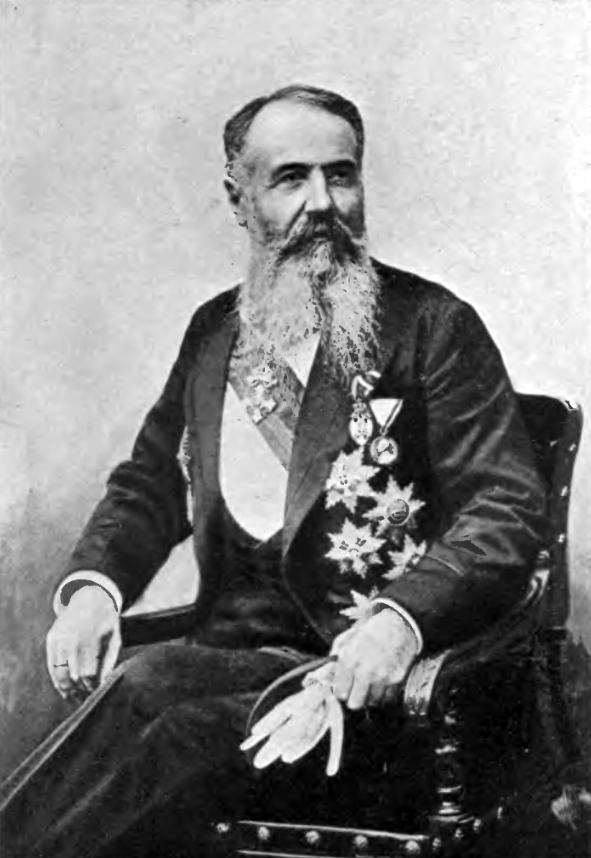
Entre 1918 e 1926, Nikola Pašić ocupou o cargo de primeiro-ministro da Iugoslávia três vezes.

Imediatamente após a proclamação de 1º de dezembro, as negociações entre o Conselho Nacional de Eslovenos, Croatas e Sérvios e o governo da sérvia resultaram em um acordo sobre o novo governo que seria chefiado por Nikola Pašić. No entanto, quando este acordo foi submetido à aprovação do regente, Alexander Karađorđević, foi rejeitado, produzindo a primeira crise governamental do novo estado. Muitos consideraram esta rejeição uma violação dos princípios parlamentares, mas a questão foi resolvida quando o regente sugeriu a substituição de Pašić por Stojan Protić, um membro importante do Partido Radical de Pašić. O Conselho Nacional e o governo sérvio concordaram e o novo governo passou a existir em 20 de dezembro de 1918.
Neste período que antecedeu a eleição da Assembleia Constituinte, uma Representação Provisória funcionava como um parlamento que era formado por delegados dos vários órgãos eleitos que existiam antes da criação do estado. Um realinhamento de partidos combinando vários membros da oposição sérvia com partidos políticos da antiga Áustria-Hungria levou à criação de um novo partido, o Partido Democrático, que dominou a Representação Provisória e o governo.
Como o Partido Democrata liderado por Ljubomir Davidović impulsionou uma agenda altamente centralizada, vários delegados croatas se opuseram. No entanto, os próprios radicais não gostaram de ter apenas três ministros para os 11 do Partido Democrata e, em 16 de agosto de 1919, Protić apresentou sua renúncia. Davidović então formou uma coalizão com os social-democratas. Este governo tinha maioria, mas o quórum da Representação Provisória era de meio mais um voto. A oposição então começou a boicotar o parlamento. Como o governo nunca poderia garantir que todos os seus partidários compareceriam, tornou-se impossível realizar uma reunião com quorum do parlamento. Davidović logo renunciou, mas como ninguém mais poderia formar um governo, ele novamente se tornou primeiro-ministro. Como a oposição continuou seu boicote, o governo decidiu que não tinha alternativa a não ser governar por decreto. Isso foi denunciado pela oposição que passou a se intitular como Comunidade Parlamentar. Davidović percebeu que a situação era insustentável e pediu ao rei que realizasse eleições imediatas para a Assembleia Constituinte. Quando o rei recusou, ele sentiu que não tinha alternativa a não ser renunciar.
A Comunidade Parlamentar agora formou um governo liderado por Stojan Protić comprometido com a restauração das normas parlamentares e mitigar a centralização do governo anterior. Sua oposição ao programa do governo anterior de reforma agrária radical também os uniu. Como vários pequenos grupos e indivíduos mudaram de lado, Protić agora tinha até uma pequena maioria. No entanto, o Partido Democrata e os Social-democratas agora boicotaram o parlamento e Protić não conseguiu reunir o quórum. Assim, a Comunidade Parlamentar, agora no governo, foi forçada a governar por decreto.
O fato de a Comunidade Parlamentar violar assim o princípio básico em torno do qual se formou os coloca em uma posição extremamente difícil. Em abril de 1920, estourou uma agitação generalizada dos trabalhadores e uma greve ferroviária. Segundo Gligorijević, isso pressionou as duas principais partes a resolverem suas diferenças. Após negociações bem-sucedidas, Protić renunciou para dar lugar a um novo governo liderado pela figura neutra de Milenko Vesnić. Os sociais-democratas não seguiram o Partido Democrata, seus ex-aliados, no governo porque se opunham às medidas anticomunistas com as quais o novo governo estava comprometido.
As controvérsias que haviam dividido os partidos anteriormente ainda eram questões muito vivas. O Partido Democrata continuou a promover sua agenda de centralização e insistiu na necessidade de uma reforma agrária radical. Um desacordo sobre a lei eleitoral finalmente levou o Partido Democrata a votar contra o governo no Parlamento e o governo foi derrotado. Embora esta reunião não tivesse quorado, Vesnić usou isso como pretexto para renunciar. Sua renúncia teve o efeito pretendido: o Partido Radical concordou em aceitar a necessidade de centralização e o Partido Democrata concordou em abandonar sua insistência na reforma agrária. Vesnić voltou a chefiar o novo governo. A comunidade croata e o Partido do Povo Esloveno não ficaram satisfeitos com a aceitação da centralização pelos radicais. Nem Stojan Protić, e ele se retirou do governo sobre esta questão.
Em setembro de 1920, uma revolta camponesa estourou na Croácia, cuja causa imediata foi a marcação do gado dos camponeses. A comunidade croata culpou as políticas centralizadoras do governo e do ministro Svetozar Pribićević em particular.

### Constituinte à ditadura

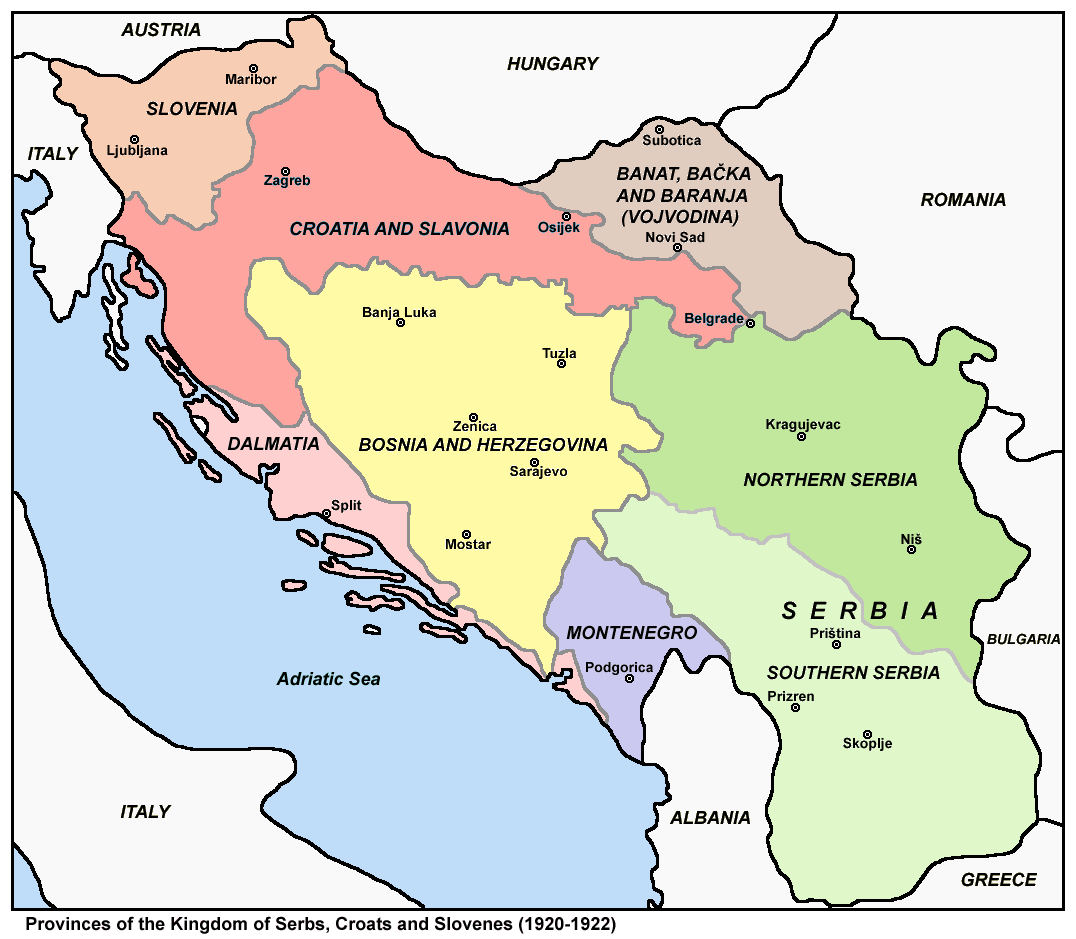
Províncias do Reino em 1920–1922

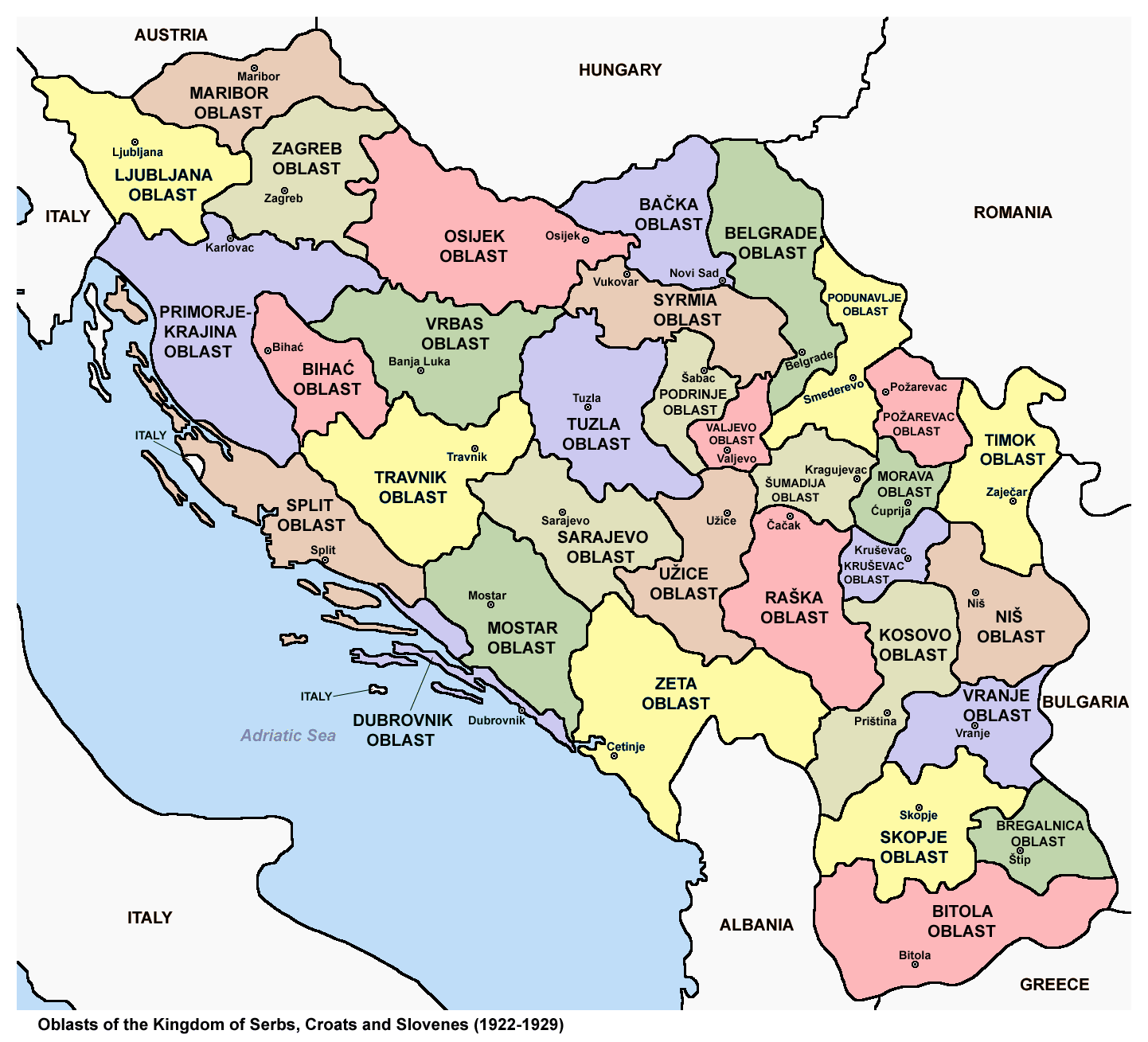
Oblasts do Reino dos Sérvios, Croatas e Eslovenos

Uma das poucas leis aprovadas com sucesso pela Representação Provisória foi a lei eleitoral para a assembléia constituinte. Durante as negociações que precederam a fundação do novo estado, foi acordado que a votação seria secreta e baseada no sufrágio universal. Não lhes ocorrera que o universal pudesse incluir as mulheres até o surgimento de um movimento pelo sufrágio feminino com a criação do novo estado. Os sociais-democratas e o Partido Popular Esloveno apoiaram o sufrágio feminino, mas os radicais se opuseram. O Partido Democrata estava aberto à ideia, mas não se comprometeu o suficiente para fazer disso um problema, então a proposta caiu. A representação proporcional foi aceita em princípio, mas o sistema escolhido (d'Hondt com eleitorado muito pequeno) favoreceu grandes partidos e partidos com forte apoio regional.
A eleição foi realizada em 28 de novembro de 1920. Quando os votos foram contados, o Partido Democrata havia conquistado o maior número de assentos, mais do que os radicais — mas apenas por pouco. Para um partido que havia sido tão dominante na Representação Provisória, isso significou uma derrota. Além disso, tinha se saído bastante mal em todas as antigas áreas austro-húngaras. Isso minou a crença do partido de que sua política de centralização representava a vontade do povo iugoslavo como um todo. Os radicais não haviam se saído melhor naquela região, mas isso representava um problema muito menor para eles, porque eles haviam feito campanha abertamente como um partido sérvio. Os ganhos mais dramáticos foram obtidos pelos dois partidos anti-sistema. A liderança do Partido Camponês Republicano Croata foi libertada da prisão apenas quando a campanha eleitoral começou. De acordo com Gligorijević, isso os ajudou mais do que uma campanha ativa. A comunidade croata (que de forma tímida tentou expressar o descontentamento que o Partido Camponês Republicano Croata mobilizou) ficou muito manchada por sua participação no governo e foi praticamente eliminada. Os outros ganhadores foram os comunistas que se saíram especialmente bem na região mais ampla da Macedônia. O restante das cadeiras foi ocupado por partidos menores que, na melhor das hipóteses, eram céticos em relação à plataforma centralizadora do Partido Democrata.
Os resultados deixaram Nikola Pašić em uma posição muito forte, já que os democratas não tiveram escolha a não ser se aliar aos radicais se quisessem levar adiante seu conceito de uma Iugoslávia centralizada. Pašić sempre teve o cuidado de manter aberta a opção de um acordo com a oposição croata. Os democratas e os radicais não eram fortes o suficiente para aprovar a constituição por conta própria e fizeram uma aliança com a Organização Iugoslava Muçulmana (JMO). O partido muçulmano buscou e obteve concessões sobre a preservação da Bósnia em suas fronteiras e como a reforma agrária afetaria os proprietários de terras muçulmanos na Bósnia.

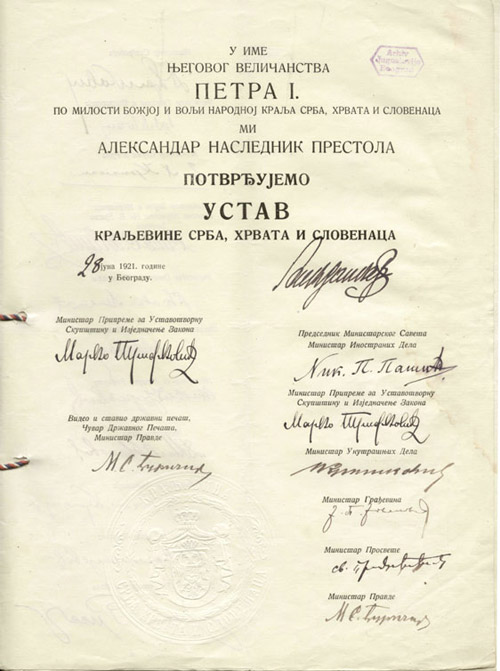
A Constituição de Vidovdan

O Partido Camponês Republicano Croata recusou-se a jurar lealdade ao rei, alegando que isso presumia que a Iugoslávia seria uma monarquia, algo que afirmava que apenas a Assembléia Constituinte poderia decidir. O partido não conseguiu ocupar seus assentos. A maior parte da oposição, embora inicialmente ocupando seus assentos, declarou boicotes com o passar do tempo, de modo que houve poucos votos contra. No entanto, a constituição decidiu contra o acordo de 1918 entre o Estado dos Eslovenos, Croatas e Sérvios e o Reino da Sérvia, que afirmava que uma maioria de 66% que 50% mais um voto seria necessária para passar, independentemente de quantos votaram contra. Apenas concessões de última hora a Džemijet, um grupo de muçulmanos da Macedônia e Kosovo, o salvaram.
Em 28 de junho de 1921, a Constituição de Vidovdan foi aprovada, estabelecendo uma monarquia unitária. As regiões tradicionais anteriores à Primeira Guerra Mundial foram abolidas e 33 novos oblasts administrativos (províncias) governados a partir do centro foram instituídos. Durante esse tempo, o rei Pedro I morreu (16 de agosto de 1921) e o príncipe-regente assumiu o trono como rei Alexandre I.
Ljubomir Davidović dos Democratas começou a ter dúvidas sobre a sensatez do compromisso do seu partido com a centralização e abriu negociações com a oposição. Isso ameaçou provocar uma divisão em seu partido, já que sua ação foi contestada por Svetozar Pribićević. Também deu a Pašić um pretexto para encerrar a coalizão. A princípio, o rei deu a Pašić um mandato para formar uma coalizão com os democratas de Pribićević. No entanto, Pašić ofereceu muito pouco a Pribićević para que houvesse muitas chances de Pribićević concordar. Um governo puramente radical foi formado com mandato para realizar eleições. Os radicais obtiveram ganhos às custas dos democratas, mas em outros lugares houve ganhos do Partido dos Camponeses de Radić.
Os políticos sérvios em torno de Radic consideravam a Sérvia como o porta-estandarte da unidade iugoslava, como o estado do Piemonte fora para a Itália ou a Prússia para o Império Alemão; uma espécie de "Grande Sérvia". Nos anos seguintes, a resistência croata contra uma política servocêntrica aumentou.
No início da década de 1920, o governo iugoslavo do primeiro-ministro Nikola Pašić usou a pressão policial sobre os eleitores e as minorias étnicas, o confisco de panfletos da oposição e outras medidas para fraudar as eleições. Isso foi ineficaz contra o Partido Camponês Croata (antigo Partido Camponês Republicano Croata), cujos membros continuaram a ganhar eleições para o parlamento iugoslavo em grande número, mas prejudicou os principais rivais sérvios dos radicais, os democratas.
Stjepan Radić, chefe do Partido Camponês Croata, foi preso várias vezes por motivos políticos. Ele foi libertado em 1925 e voltou ao parlamento.
Na primavera de 1928, Radić e Svetozar Pribićević travaram uma amarga batalha parlamentar contra a ratificação da Convenção de Nettuno com a Itália. Nisso eles mobilizaram a oposição nacionalista na Sérvia, mas provocaram uma reação violenta da maioria governista, incluindo ameaças de morte. Em 20 de junho de 1928, um membro da maioria do governo, o deputado sérvio Puniša Račić, atirou em cinco membros do Partido Camponês Croata, incluindo seu líder Stjepan Radić, depois que Radić se recusou a se desculpar por ofensa anterior na qual acusou Račić de roubar de civis população. Dois morreram no plenário da Assembleia enquanto a vida de Radić estava em jogo.
A oposição agora retirou-se completamente do parlamento, declarando que não voltaria a um parlamento no qual vários de seus representantes foram mortos e insistindo em novas eleições. Em 1º de agosto, em uma reunião em Zagreb, eles renunciaram à Declaração de 1º de dezembro de 1920. Eles exigiam que as negociações para a unificação começassem do zero. Em 8 de agosto, Stjepan Radić morreu.

### Ditadura de 6 de janeiro

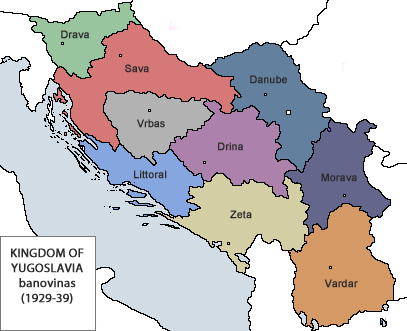
Em 1929, o Reino da Iugoslávia foi subdividido em nove banovinas. Este tornou-se oito em 1939, quando dois se fundiram para formar a Banovina da Croácia.

Em 1939, foi fundada a Banovina da Croácia, destinada a resolver a "questão croata". Foi formado a partir do Sava Banovina e do Littoral Banovina, com pequenas partes cedidas dos banovinas Drina, Zeta e Danúbio.

Em 6 de janeiro de 1929, usando como pretexto a crise política desencadeada pelo tiroteio, o rei Alexandre aboliu a Constituição, prorrogou o Parlamento e introduziu uma ditadura pessoal (conhecida como "Ditadura de 6 de janeiro", Šestosiječanjska diktatura, Šestojanuarska diktatura) com o objetivo de estabelecer a ideologia iugoslava e a única nação iugoslava. Ele mudou o nome do país para "Reino da Iugoslávia" e mudou as divisões internas de 33 oblasts para nove novos banovinas em 3 de outubro. Esta decisão foi tomada na sequência de uma proposta do embaixador britânico para uma melhor descentralização do país, nos moldes da Checoslováquia. Um Tribunal para a Proteção do Estado logo foi estabelecido para atuar como ferramenta do novo regime para acabar com qualquer dissidência. Os políticos da oposição Vladko Maček e Svetozar Pribićević foram presos sob acusações pelo tribunal. Pribićević mais tarde foi para o exílio, enquanto ao longo da década de 1930 Maček se tornaria o líder de todo o bloco de oposição.
Imediatamente após a proclamação da ditadura, o deputado croata Ante Pavelić partiu para o exílio do país. Nos anos seguintes, Pavelić trabalhou para estabelecer uma organização revolucionária, a Ustaše, aliada à Organização Revolucionária Interna da Macedônia (IMRO) contra o estado.
Em 1931, Alexandre decretou uma nova Constituição que tornava o poder executivo uma dádiva do rei. As eleições deveriam ser por sufrágio universal masculino. A provisão para votação secreta foi abandonada e a pressão sobre os funcionários públicos para votar no partido do governo seria uma característica de todas as eleições realizadas sob a constituição de Alexandre. Além disso, metade da câmara alta era indicada diretamente pelo rei, e a legislação poderia se tornar lei apenas com a aprovação de uma das casas, se também aprovada pelo rei.
Nesse mesmo ano, o historiador croata e intelectual anti-iugoslavo Milan Šufflay foi assassinado em Zagreb. Como resposta, Albert Einstein e Heinrich Mann enviaram um apelo à Liga Internacional de Direitos Humanos em Paris condenando o assassinato, acusando o governo iugoslavo. A carta afirma uma "horrível brutalidade que está sendo praticada contra o povo croata". O apelo foi dirigido à Ligue des droits de l'homme (Liga dos Direitos Humanos), com sede em Paris. Em sua carta, Einstein e Mann responsabilizaram explicitamente o rei iugoslavo Alexandre por essas circunstâncias.
A oposição croata ao novo regime era forte e, no final de 1932, o Partido Camponês Croata emitiu o Manifesto de Zagreb, que buscava o fim da hegemonia e ditadura sérvia. O governo reagiu prendendo muitos opositores políticos, incluindo o novo líder do Partido Camponês Croata, Vladko Maček. Apesar dessas medidas, a oposição à ditadura continuou, com os croatas pedindo uma solução para o que foi chamado de "questão croata".
Em 9 de outubro de 1934, o rei foi assassinado em Marselha, na França, pelo búlgaro Veličko Kerin (também conhecido por seu pseudônimo revolucionário Vlado Chernozemski), ativista da IMRO, em uma conspiração com exilados iugoslavos e membros radicais de partidos políticos banidos em cooperação com a organização nacionalista extrema croata Ustaše.

### Regência iugoslava
Como o filho mais velho de Alexandre, Pedro II, era menor de idade, um conselho regente de três, especificado no testamento de Alexandre, assumiu os poderes e deveres reais do novo rei. O conselho era dominado pelo primo-irmão do rei, de 11 anos, uma vez destituído, o príncipe Paulo.
No final da década de 1930, as tensões internas continuaram a aumentar com sérvios e croatas tentando estabelecer subdivisões federais étnicas. Os sérvios queriam Vardar Banovina (mais tarde conhecido na Iugoslávia como Vardar Macedônia), Vojvodina, Montenegro unido às terras sérvias, e a Croácia queria a Dalmácia e parte da Vojvodina. Ambos os lados reivindicaram território na atual Bósnia e Herzegovina, povoada também por muçulmanos bósnios. A expansão da Alemanha Nazista em 1938 deu novo impulso aos esforços para resolver esses problemas e, em 1939, o príncipe Paul nomeou Dragiša Cvetković como primeiro-ministro, com o objetivo de chegar a um acordo com a oposição croata. Assim, em 26 de agosto de 1939, Vladko Maček tornou-se vice-primeiro-ministro da Iugoslávia e uma Banovina autônoma da Croácia foi estabelecida com seu próprio parlamento.
Essas mudanças não satisfizeram nem os sérvios que estavam preocupados com o status da minoria sérvia na nova Banovina da Croácia e que queriam mais da Bósnia e Herzegovina como território sérvio, nem o nacionalista croata Ustaše que também estava irritado com qualquer acordo antes da independência total para uma Grande Croácia incluindo toda a Bósnia e Herzegovina.

### Queda

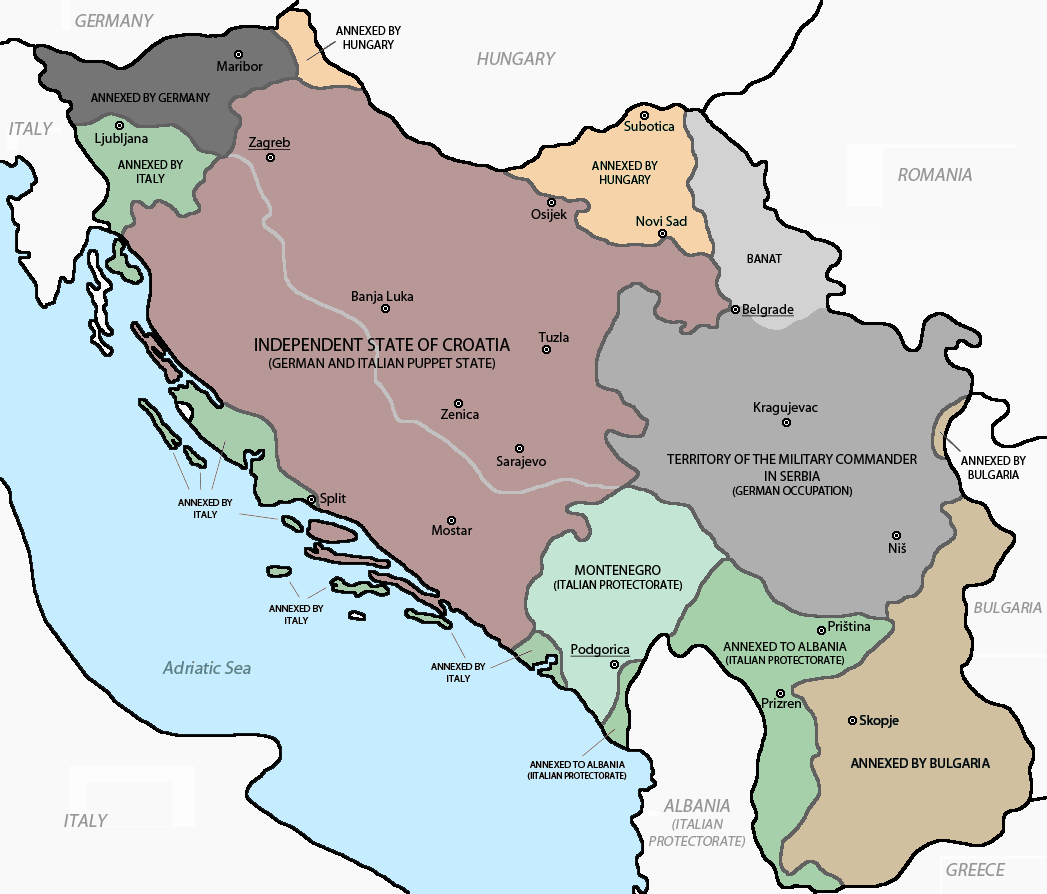
Ocupação e partição da Iugoslávia, 1941–1943

Temendo uma invasão pelas potências do Eixo, a Iugoslávia assinou o Pacto Tripartite em 25 de março de 1941, prometendo cooperação com o Eixo. Manifestações maciças anti-Eixo seguiram-se em Belgrado.
Em 27 de março, o regime do príncipe Paulo foi derrubado por um golpe de estado militar com apoio britânico. Pedro II, de 17 anos, foi declarado maior de idade e colocado no poder. O general Dušan Simović tornou-se seu primeiro-ministro. A Iugoslávia retirou seu apoio ao Eixo de fato sem renunciar formalmente ao Pacto Tripartite. Embora os novos governantes se opusessem à Alemanha Nazista, eles também temiam que, se a Alemanha atacasse a Iugoslávia, o Reino Unido não estaria em posição real de ajudar. Independentemente disso, em 6 de abril de 1941, as potências do Eixo lançaram a invasão da Iugoslávia e a conquistaram rapidamente. A família real, incluindo o príncipe Paulo, fugiu para o exterior e foi mantida em prisão domiciliar no Quênia britânico.

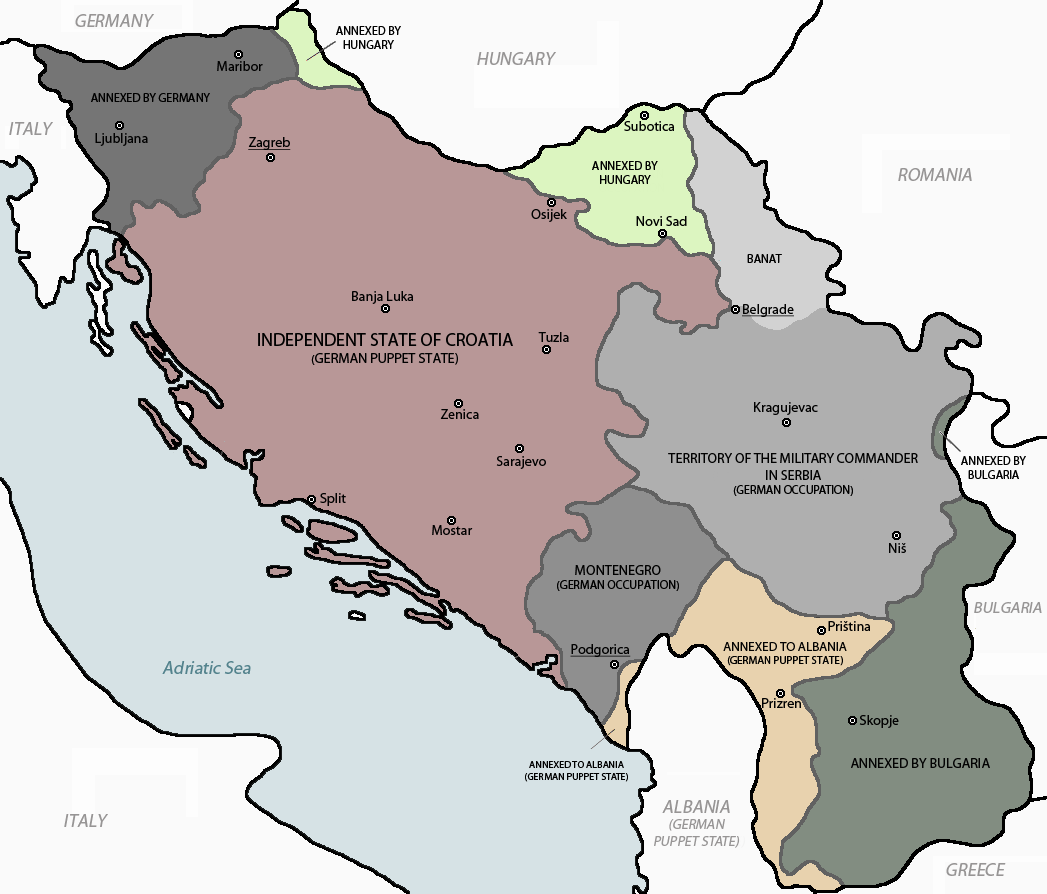
Ocupação e partição da Iugoslávia, 1943–1944

A Iugoslávia logo foi dividida pelo Eixo em várias entidades. Alemanha, Itália, Hungria e Bulgária anexaram algumas áreas fronteiriças completamente. Uma Grande Alemanha foi expandida para incluir a maior parte da Eslovênia. A Itália adicionou o governo da Dalmácia, parte da Macedônia e Kosovo, Montenegro, parte sul da Croácia e mais de um terço da Eslovênia ocidental ao Império Italiano. Uma Croácia expandida foi reconhecida pelo Eixo como o Estado Independente da Croácia (Nezavisna Država Hrvatska, NDH). No papel, o NDH era um reino e o 4º Duque de Aosta foi coroado como Rei Tomislav II da Croácia, mas na realidade o Rei era apenas uma figura de proa e o poder real era detido pelo Poglavnik Ante Pavelić. O território sérvio tornou-se uma administração militar da Alemanha dirigida por governadores militares e um governo civil sérvio liderado por Milan Nedić. Nedić tentou obter o reconhecimento alemão da Sérvia como um estado sucessor da Iugoslávia e reivindicou o rei Pedro II como monarca da Sérvia. A Hungria ocupou várias regiões do norte.
Após a queda do regime fascista na Itália em julho de 1943, Tomislav II abdicou de seu trono croata e Pavelić assumiu o controle direto sobre o NDH, anexando a província italiana da Dalmácia no processo. Após a invasão da Itália pelas potências do Eixo em setembro de 1943, as províncias italianas de Montenegro, Kosovo, Macedônia e Eslovênia foram ocupadas pelos alemães e colocadas sob controle direto alemão.

### Exílio do rei
O rei Pedro II, que havia escapado para o exílio, ainda era reconhecido como rei de todo o estado da Iugoslávia pelos Aliados. A partir de 13 de maio de 1941, o majoritariamente sérvio "Exército Iugoslavo da Pátria" ( Jugoslovenska vojska u otadžbini, ou JVUO, ou Chetniks) resistiu à ocupação do Eixo na Iugoslávia. Este movimento de resistência, que era antialemão e anticomunista, era comandado pelo general monarquista Draža Mihailović. Por muito tempo, os chetniks foram apoiados pelos britânicos, pelos Estados Unidos e pelo governo real iugoslavo no exílio do rei Pedro II.
No entanto, ao longo da guerra, o poder efetivo mudou para as mãos dos guerrilheiros comunistas de Josip Broz Tito. Em 1943, Tito proclamou a criação da Iugoslávia Federativa Democrática (Demokratska federativna Jugoslavija). Os Aliados gradualmente reconheceram as forças de Tito como as forças de oposição mais fortes à ocupação alemã. Eles começaram a enviar a maior parte de sua ajuda aos guerrilheiros de Tito, em vez dos chetniks monarquistas. Em 16 de junho de 1944, foi assinado o acordo Tito-Šubašić, que fundiu o governo de facto e o governo de jure da Iugoslávia.
No início de 1945, depois que os alemães foram expulsos, o Reino da Iugoslávia foi formalmente restaurado, mas o poder político real era mantido pelos guerrilheiros comunistas de Tito. Em 29 de novembro, o rei Pedro II foi deposto (e a monarquia abolida) pela Assembleia Constituinte Comunista da Iugoslávia enquanto ele ainda estava no exílio. Em 2 de dezembro, as autoridades comunistas reivindicaram todo o território como parte da Iugoslávia Federal Democrática. A nova Iugoslávia cobria aproximadamente o mesmo território que o Reino, agora uma república federal governada pelo Partido Comunista em vez de uma monarquia unitária.

## Política externa

### Governo pró-aliado
O Reino nutria uma estreita relação com os Aliados da Primeira Guerra Mundial. Este foi especialmente o caso entre 1920 e 1934 com os tradicionais partidários da Iugoslávia, a Grã-Bretanha e a França.

#### Pequena Entente
A partir de 1920, o Reino da Iugoslávia formou a Pequena Entente com a Tchecoslováquia e a Romênia, com o apoio da França. O objetivo principal da aliança era impedir que a Hungria recuperasse os territórios que havia perdido após a Primeira Guerra Mundial. A aliança perdeu seu significado em 1937, quando a Iugoslávia e a Romênia se recusaram a apoiar a Tchecoslováquia, então ameaçada pela Alemanha, em caso de agressão militar.

#### Alianças balcânicas
Em 1934, o Reino da Iugoslávia formou um bloco balcânico com Grécia, Romênia e Turquia, que pretendia manter o equilíbrio na península balcânica. A aliança foi formalizada e consolidada em 9 de fevereiro de 1934, quando se tornou a "Entente Balcânica". Em 1934, com o assassinato do rei Alexandre I por Vlado Chernozemski em Marselha e a mudança da política externa iugoslava, a aliança desmoronou.

#### Coligação italiana
O Reino da Itália tinha ambições territoriais contra o Reino da Iugoslávia. As relações entre a Itália e os predecessores do reino, o Reino da Sérvia e o Estado dos Eslovenos, Croatas e Sérvios tornaram-se hostis durante a Primeira Guerra Mundial, pois os políticos italianos e iugoslavos estavam em disputa pela região da Dalmácia que a Itália exigia como parte da Itália. Essas relações hostis foram demonstradas em 1º de novembro de 1918, quando as forças italianas afundaram o recentemente capturado encouraçado austro-húngaro SMS Viribus Unitis sendo usado pelo Estado dos eslovenos, croatas e sérvios. A Itália formou uma coalizão contra ela com estados com projetos de estado semelhantes, fortemente influenciados pela Itália e/ou pelo fascismo: Albânia, Hungria, Romênia e Bulgária, que durou de 1924 a 1927.
A cooperação de 1927 com a Grã-Bretanha e a França fez com que a Itália se retirasse de sua aliança anti-Iugoslava. O ditador fascista italiano Benito Mussolini aceitou o movimento ultranacionalista croata Ustaše de Ante Pavelić para residir na Itália e usar campos de treinamento na Itália para se preparar para a guerra com a Iugoslávia. A Hungria também permitiu esses campos de treinamento Ustase. Mussolini permitiu que Pavelić residisse em Roma.

##### Acordo de amizade
Em 1927, em resposta ao crescente expansionismo italiano, o governo real da Iugoslávia assinou um acordo de amizade e cooperação com o Reino Unido e a França.

### 1935–1941

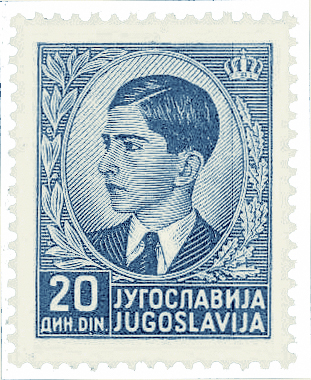
Selo postal iugoslavo de 1939 com o rei Pedro II

Oficialmente, as últimas palavras do rei Alexandrer foram "Salvar a Iugoslávia e a amizade com a França". Seus sucessores estavam bem cientes da necessidade de tentar fazer o primeiro, mas o segundo, manter laços estreitos com a França, era cada vez mais difícil. Havia várias razões para isso. Em meados da década de 1930, a França, dividida internamente, era cada vez mais incapaz de desempenhar um papel importante na Europa Oriental e apoiar seus aliados, muitos dos quais haviam sofrido muito com a crise econômica daquele período. Em contraste, a Alemanha estava cada vez mais disposta a entrar em acordos de troca com os países do sudeste da Europa. No processo, esses países sentiram que era contra seus interesses seguir de perto a França. Um motivo adicional para melhorar as relações com a Itália e a Alemanha foi o apoio da Itália ao movimento Ustase. Como Maček insinuou que a Itália apoiaria a secessão croata da Iugoslávia, o primeiro regente, o príncipe Paulo, julgou que relações mais estreitas com a Itália eram inevitáveis. Em um esforço para roubar o potencial apoio italiano do HSS, um tratado de amizade foi assinado entre os dois países em 1937. Isso diminuiu um pouco a ameaça da Ustassa, já que Mussolini prendeu alguns de seus líderes e retirou temporariamente o apoio financeiro. Em 1938, a Alemanha, anexando a Áustria, tornou-se vizinha da Iugoslávia. A fraca reação da França e da Grã-Bretanha, no final daquele ano, durante a Crise dos Sudetos, convenceu Belgrado de que uma guerra europeia era inevitável e que não seria sensato apoiar a França e a Grã-Bretanha. Em vez disso, a Iugoslávia tentou permanecer indiferente, apesar das simpatias pessoais de Paul pela Grã-Bretanha e das predileções do establishment sérvio pela França. Nesse ínterim, a Alemanha e a Itália tentaram explorar os problemas internos da Iugoslávia, assim como Maček. No final, a regência concordou com a formação da Banovina da Croácia em agosto de 1939. Isso não pôs fim às pressões da Alemanha e da Itália, e a posição estratégica da Iugoslávia se deteriorava a cada dia. Era cada vez mais dependente do mercado alemão, cerca de 90% de suas exportações iam para a Alemanha e, em abril de 1939, a Itália invadiu e anexou a Albânia. Em outubro de 1940 atacou a Grécia, quando a França já havia sido eliminada de cena, deixando a Grã-Bretanha como única aliada potencial da Iugoslávia — visto que Belgrado não havia reconhecido a União Soviética. Londres, entretanto, queria envolver a Iugoslávia na guerra, o que rejeitou.
Desde o final de 1940, Hitler queria que Belgrado escolhesse inequivocamente os lados. A pressão se intensificou, culminando com a assinatura do Pacto Tripartite em 25 de março de 1941. Dois dias depois, o príncipe Paulo foi deposto em um golpe de estado e seu sobrinho Pedro II foi proclamado maior de idade, mas o novo governo, chefiado pelo general Simović, garantiu à Alemanha que aderiria ao Pacto. Hitler, no entanto, ordenou a invasão da Iugoslávia. Em 6 de abril de 1941, Belgrado foi bombardeado; em 10 de abril, foi proclamado o Estado Independente da Croácia; e em 17 de abril, o fraco exército iugoslavo foi capitulado.

### 1941–1945
Após a invasão, o governo real iugoslavo foi para o exílio e as forças iugoslavas locais se levantaram em resistência às potências ocupantes do Eixo . Inicialmente, a monarquia preferia Draža Mihailović e sua resistência Četnik dominada pelos sérvios. No entanto, em 1944, o acordo Tito–Šubašić reconheceu a Iugoslávia Federal Democrática como um governo provisório, com o status da monarquia a ser decidido posteriormente. três regentes – Srđan Budisavljević, um sérvio; Ante Mandić, um croata; e Dušan Sernec, um esloveno – foram empossados em Belgrado em 3 de março de 1945. Eles nomearam o novo governo, a ser chefiado por Tito como primeiro-ministro e ministro da guerra, com Šubašić como ministro das Relações Exteriores, em 7 de março.
Em 29 de novembro de 1945, ainda no exílio, o rei Pedro II foi deposto pela assembleia constituinte. A República Popular Federal da Iugoslávia foi reconhecida internacionalmente como Iugoslávia e Pedro II tornou-se um pretendente.

## Dados demográficos

### Grupos étnicos

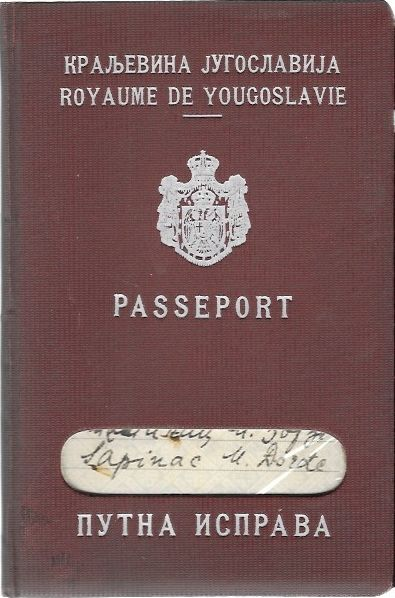
Passaporte do Reino da Iugoslávia

A pequena classe média ocupava os grandes centros populacionais e quase todos os demais eram camponeses engajados na agricultura de subsistência. O maior grupo étnico eram os sérvios, seguidos pelos croatas e eslovenos, como três povos constitutivos do Reino, enquanto os montenegrinos, muçulmanos bósnios e macedônios não eram reconhecidos como grupos étnicos distintos; outros grupos minoritários históricos incluíam alemães, italianos, húngaros, eslovacos, judeus e russinos. A religião seguiu o mesmo padrão com metade da população seguindo o cristianismo ortodoxo, cerca de 40% o catolicismo romano e a maior parte do restante islamismo sunita. Além do "servo-croato-esloveno" (que inclui o macedônio, então reconhecido como um dialeto do sul do sérvio), as línguas mais faladas por número de falantes eram albanês, italiano, húngaro, alemão, eslovaco e russina.
Em uma sociedade multiétnica, multirreligiosa e multilíngue, as tensões étnicas e os interesses regionais comumente afloram tanto na política quanto na vida cotidiana, especialmente entre os dois maiores e mais influentes grupos que monopolizaram todo o poder político no país, os sérvios e os croatas. Outras brigas foram entre sérvios e macedônios, já que o governo iugoslavo tinha como posição oficial que os últimos eram sérvios étnicos da "Velha Sérvia" (em servo-croata:  Stara Srbija). No início do século 20, a comunidade internacional via os macedônios predominantemente como uma variedade regional de búlgaros com base em semelhanças linguísticas e culturais, mas durante a Conferência de Paz de Paris de 1919, os Aliados sancionaram o controle sérvio da Macedônia de Vardar e sua visão de que os macedônios os eslavos eram de fato sérvios do sul. Os políticos búlgaros mais tarde interpretaram a decisão como uma punição por ser uma Potência Central durante a Primeira Guerra Mundial e como um irredentismo sérvio sancionado.
Os direitos da minoria muçulmana nunca foram consagrados na lei, mas foram feitas concessões para acomodar o relativismo religioso. Algumas regiões do país foram autorizadas a existir como enclaves da lei islâmica.
Além dos Valáquios, o governo iugoslavo não concedeu nenhum tratamento especial às minorias étnicas não eslavas em termos de respeito por sua língua, cultura ou autonomia política.
Até 1929, sérvios, croatas e eslovenos eram as nações constitucionais, quando foram fundidas em uma única nacionalidade "iugoslava". Com a língua do país sendo institucionalizada e obrigatória, esperava-se que as minorias étnicas fossem gradualmente assimiladas à identidade panétnica iugoslava.

### Perseguição aos albaneses
Do final da Primeira Guerra Mundial ao início da Segunda Guerra Mundial na Iugoslávia, os albaneses étnicos na Iugoslávia foram sujeitos a perseguições. A discriminação enfrentada pelos albaneses existiu sob a forma de deportações, assassinatos em massa, execuções, prisões, etc. As autoridades iugoslavas tentaram colonizar o Kosovo para mudar o seu carácter étnico. Houve uma série de massacres ocorridos em Kosovo e em Montenegro, alguns dos quais foram relatados por Sherman Miles ao Departamento de Estado dos Estados Unidos em maio de 1919.  Durante o período entre guerras, entre 90 000 e 300 000 albaneses foram deportados da Iugoslávia.

## Governantes

### Reis
| N° | Retrato | Nome                                                                                 | Reinado                                                                                  |
| -- | ------- | ------------------------------------------------------------------------------------ | ---------------------------------------------------------------------------------------- |
| 1  |         | Pedro I da Sérvia                                                                    | 1918–1921 (como Rei dos Sérvios, Croatas e Eslovenos)                                    |
| 2  |         | Alexandre I da Iugoslávia                                                            | 1921–1929 (como Rei dos Sérvios, Croatas e Eslovenos) 1929–1934 (como Rei da Iugoslávia) |
| —  |         | Paulo da Iugoslávia (Regente durante a menoridade de Pedro II; Título de "Príncipe") | 1934–1941                                                                                |
| 3  |         | Pedro II da Iugoslávia                                                               | 1934–1945                                                                                |

### Primeiros-ministros (1918–1941)
| N° | Retrato | Nome                | Mandato   |
| -- | ------- | ------------------- | --------- |
| 1  |         | Stojan Protić       | 1918–1919 |
| 2  |         | Ljubomir Davidović  | 1919–1920 |
| 3  |         | Stojan Protić       | 1920      |
| 4  |         | Milenko Vesnić      | 1920–1921 |
| 5  |         | Nikola Pašić        | 1921–1924 |
| 6  |         | Ljubomir Davidović  | 1924      |
| 7  |         | Nikola Pašić        | 1924–1926 |
| 8  |         | Nikola Uzunović     | 1926–1927 |
| 9  |         | Velimir Vukićević   | 1927–1928 |
| 10 |         | Anton Korošec       | 1928–1929 |
| 11 |         | Petar Živković      | 1929–1932 |
| 12 |         | Vojislav Marinković | 1932      |
| 13 |         | Milan Srškić        | 1932–1934 |
| 14 |         | Nikola Uzunović     | 1934      |
| 15 |         | Bogoljub Jevtić     | 1934–1935 |
| 16 |         | Milan Stojadinović  | 1935–1939 |
| 17 |         | Dragiša Cvetković   | 1939–1941 |
| 18 |         | Dušan Simović       | 1941      |

### Primeiros-ministros no exílio 1941–1945
| N° | Retrato | Nome               | Mandato   |
| -- | ------- | ------------------ | --------- |
| 1  |         | Dušan Simović      | 1941–1942 |
| 2  |         | Slobodan Jovanović | 1942–1943 |
| 3  |         | Miloš Trifunović   | 1943      |
| 4  |         | Božidar Purić      | 1943–1944 |
| 5  |         | Ivan Šubašić       | 1944–1945 |
| 6  |         | Josip Broz Tito    | 1945      |

## Subdivisões
As subdivisões do Reino da Iugoslávia existiram sucessivamente em três formas diferentes. De 1918 a 1922, o reino manteve as subdivisões anteriores à Primeira Guerra Mundial dos estados predecessores da Iugoslávia. Em 1922, o estado foi dividido em trinta e três oblasts (províncias). Em 1929, após o estabelecimento da Ditadura de 6 de janeiro, um novo sistema de nove banovinas (regiões) foi implementado por decreto real. Em 1939, como acomodação para os croatas iugoslavos no Acordo Cvetković-Maček, uma única Banovina da Croácia foi formada a partir de duas dessas banovinas (e de seções de outras).

## Esportes
O esporte mais popular no Reino era o futebol. A Federação Iugoslava de Futebol foi fundada em Zagreb em 1919. Teve sua sede em Zagreb até a ditadura de 6 de janeiro, quando a associação foi transferida para Belgrado. A partir de 1923, um campeonato nacional foi realizado anualmente. A seleção nacional disputou sua primeira partida nos Jogos Olímpicos de Verão de 1920. Também participou da Copa do Mundo FIFA inaugural, terminando em quarto lugar.
Outros esportes populares incluíam o pólo aquático, que era dominado nacionalmente pelo time croata VK Jug.

O Reino participou dos Jogos Olímpicos de 1920 até 1936. Nesse tempo, o país conquistou oito medalhas, todas na ginástica e seis delas foram conquistadas por Leon Štukelj, um esloveno que era o ginasta mais indicado da época.